# نادی‌رو
نادی‌رِو (به مجاری:  Nagyrév) یک منطقهٔ مسکونی در مجارستان است که در ناحیه کون‌سنت‌مارتون واقع شده و ۲۹٫۷۹ کیلومتر مربع مساحت و ۸۷۲ نفر جمعیت دارد.